# Tribunal de Justicia Europeo
El Tribunal de Justicia Europeo, oficialmente el Tribunal de Justicia (en francés: Cour de Justice), es el órgano jurisdiccional supremo de la Unión Europea en materia de Derecho comunitario. Junto al Tribunal General, forma parte del Tribunal de Justicia de la Unión Europea (TJUE), encargándose de interpretar el Derecho comunitario y de garantizar su aplicación uniforme en todos los Estados miembros de la Unión Europea en virtud del artículo 263 del Tratado de Funcionamiento de la Unión Europea (TFUE).
El Tribunal se creó en 1952 y tiene su sede en Luxemburgo. Está compuesto por un juez por cada Estado miembro -actualmente veintisiete- y once abogados generales, aunque normalmente conoce de los asuntos en salas de tres, cinco o quince jueces. El Tribunal está presidido por Koen Lenaerts desde 2015.
El Tribunal de Justicia es el más alto tribunal de la Unión Europea en asuntos de Derecho de la Unión, pero no de Derecho nacional. No es posible recurrir las decisiones de los tribunales nacionales ante el TJUE, sino que los tribunales nacionales remiten al TJUE las cuestiones de Derecho de la UE. Sin embargo, corresponde en última instancia al tribunal nacional aplicar la interpretación resultante a los hechos de un caso concreto, aunque sólo los tribunales de última instancia están obligados a remitir una cuestión de Derecho de la UE cuando se les plantea una. Los Tratados otorgan al TJUE competencias para la aplicación coherente del Derecho de la UE en todo el territorio de la Unión.
El Tribunal también actúa como tribunal administrativo y constitucional entre las demás instituciones de la UE y los Estados miembros y puede anular o invalidar actos ilegales de las instituciones, órganos y organismos de la UE.